# Étendard de La Talaudière
L'Étendard de La Talaudière est un club sportif multi-activités basé à La Talaudière (Loire), fondé en 1913 afin de répondre aux besoins d'encadrement de la jeunesse d'une nouvelle cité minière et affilié à la Fédération gymnastique et sportive des patronages de France. La gymnastique masculine et la clique ont longtemps constitué l'essentiel de son activité avant que le volley-ball et les activités d'entretien complètent l'offre de l'association qui dispose de ses propres installations.

## Historique

### Contexte local

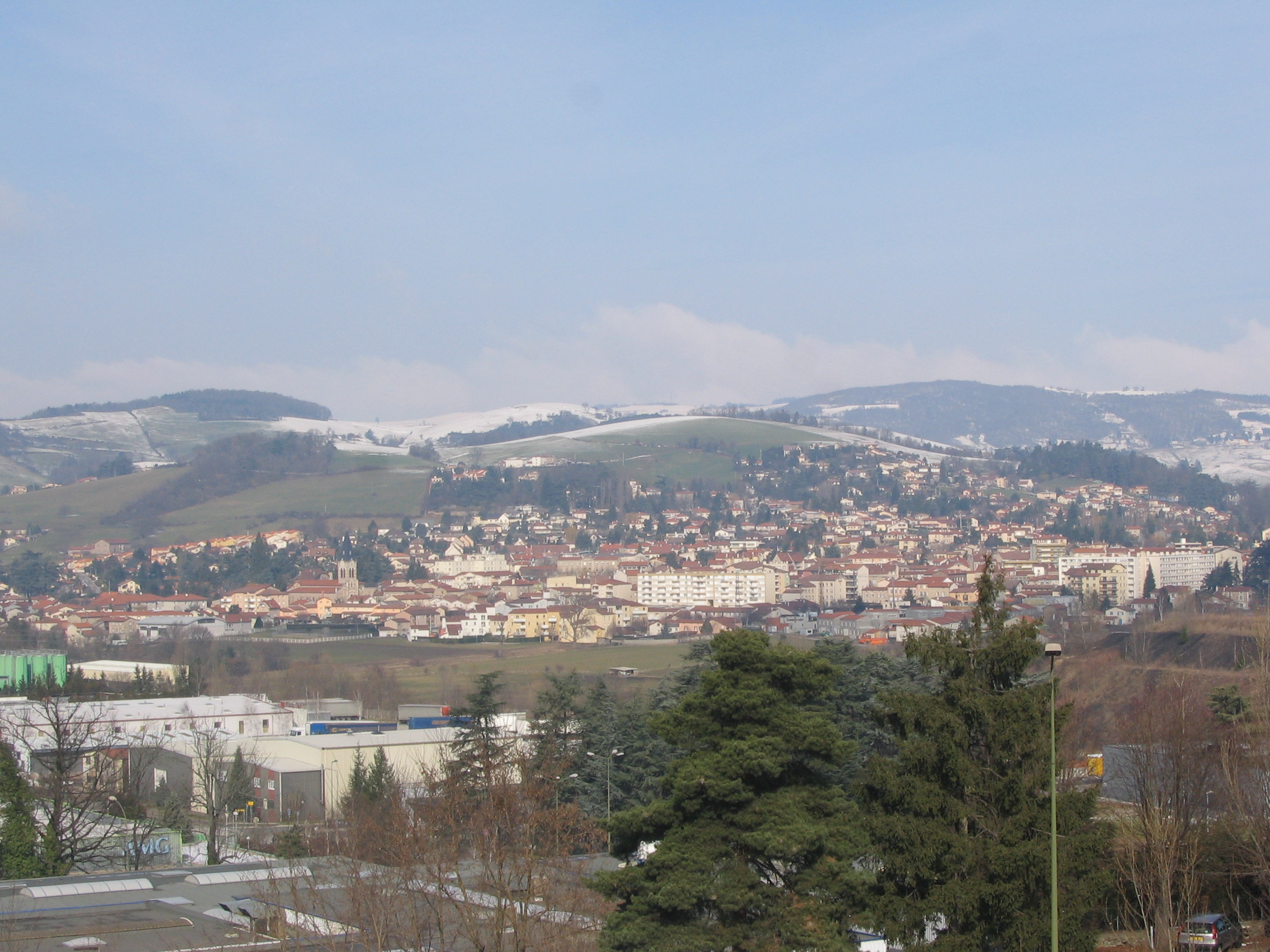
Le bassin de La Talaudière.

La Talaudière, alors simple hameau de Sorbiers, n'est constituée en commune que le 29 février 1872 compte tenu de son développement consécutif à l'exploitation du charbon qui y attire les ruraux de la région en quête d'emploi. L'acquisition des mines de la Chazotte par la compagnie PLM en 1875 accélère ce flux migratoire qui ne ralentit qu’avec la guerre 1914-1918. La chapelle Saint-Jean bâtie en 1860 devient paroisse et son clocher est inauguré en 1899.

### Début des activités (1913-1920)
L'Étendard de La Talaudière est créé le 23 février 1913 comme patronage paroissial, à l'initiative de pères de famille — soutenus par le père Pettex, nouveau curé de la paroisse — désireux de donner une formation physique et morale à leurs enfants. Les statuts sont publiés au journal officiel le 28 avril 1913 avec Pierre Meunier comme président et l'abbé Berchoux vicaire-directeur. Les premiers entraînements de gymnastique se déroulent dans un local proche de l'église avec un équipement rudimentaire : une paire d'anneaux, une corde lisse et une barre parallèle. La cour de l'école sert de plateau d'évolution et la clique utilise la salle du Cercle républicain pour ses répétitions. 
La première sortie a lieu le 23 avril 1913 à Saint-Jean-Bonnefonds avec 35 membres. La société progresse et, le 19 juillet 1914, l'Étendard participe, avec 65 membres et sa clique, à son premier concours organisé à Roanne par la Fédération gymnastique et sportive des patronages de France (FGSPF) qui devient Fédération sportive de France (FSF) en 1947 puis Fédération sportive et culturelle de France (FSCF) en 1968. En 1914 la guerre éclate et 31 membres du club sont mobilisés dont 7 ne reviennent pas. En sommeil pendant ces années douloureuses, l'Étendard amorce son véritable départ autour des années 1920.

### Entre-deux-guerres (1920-1939)

Écusson historique de l'Étendard.

Le 4 mars 1919 les activités reprennent en vue du premier concours d'après-guerre qui a lieu en juillet 1919 à Saint-Étienne avec la seule participation des sections gymniques, la clique n'étant vraiment active qu'à partir d'avril 1920. L'Étendard reçoit l'agrément du gouvernement pour la préparation militaire et l'association participe activement tant à la vie paroissiale (Fête-Dieu, fête de Jeanne d'Arc, kermesse paroissiale) qu'à la vie communale (inauguration du monument aux morts le 11 novembre 1923, défilé et productions gymniques à l'occasion du 14 juillet).
L'un des premiers titres décroché par l'Étendard est celui de Marius Voron, champion de la Loire en saut à la perche en franchissant 2,84 m. À l'époque, l'association n'a pas encore trouvé son orientation sportive et l'on y pratique plusieurs sports. Une éphémère section de basket apparaît en 1931 et la gymnastique, qui constitue l'activité de base, ne s'affirme véritablement qu'à la veille de la Seconde Guerre mondiale quand Marcel Front, Pierre Dimier, Jean Barouman et Joseph Wojtkowiack obtiennent un classement honorable en 1939 au championnat de France FSCF à Grenoble.

### Évolution des activités et des infrastructures
La guerre stoppe une nouvelle fois l'élan du club qui ne reprend son activité qu'en 1948. Son âge d'or se situe entre 1950 et 1958, période où l'Étendard ne cesse de croître en qualité et en quantité. En 1950, sous l'impulsion de Mlle Héritier puis de Mlle Dimier, la section de gymnastique féminine est créée et affiliée au Rayon sportif féminin. En 1951 Albert Guerrier crée la section tennis de table puis c'est le tour de la section de basket-ball qui fonde un club indépendant en 1947. On peut noter pendant cette période un évènement majeur : la création par l'Étendard et l'Avant-Garde de Saint-Étienne de la commission de gymnastique de la Loire présidée et animée par Marcel Duchamp.

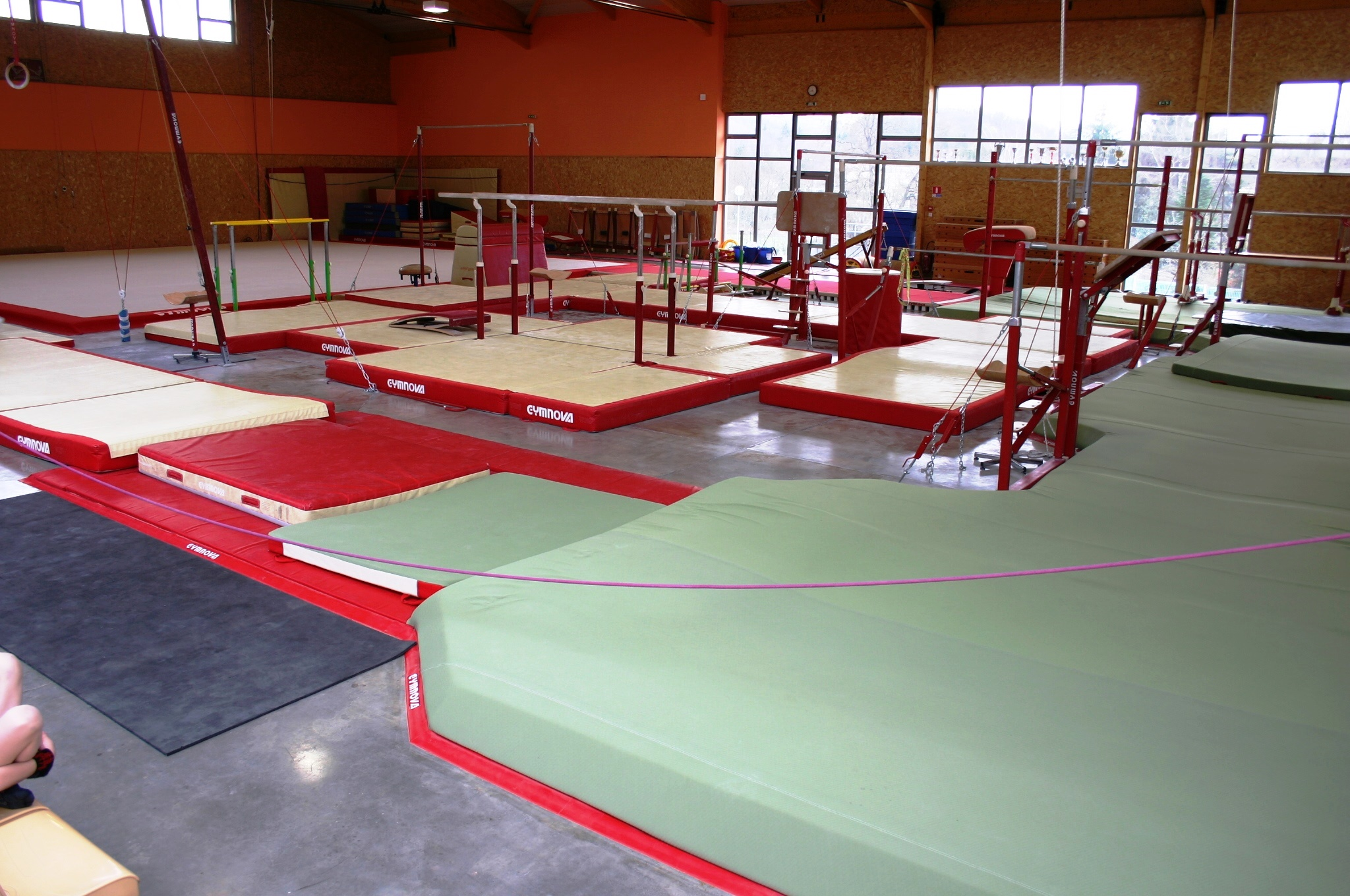
Salle de gymnastique de l'Étendard.

En 1968 le club se structure et se professionnalise avec la transformation de la salle Jeanne d’Arc (ancien cinéma et théâtre) en salle spécialisée de gymnastique sportive.
Au début des années 1970 la reconversion des friches houillères en zone d'activités de 400 hectares de Molina-La Chazotte entre Saint-Étienne et La Talaudière créent 6 500 emplois qui font passer rapidement la population locale de moins de 5 000 habitants à plus de 6 000. 
Albert Guerrier est alors épaulé par René Gaulin ainsi qu'Henri Favre, lui-même président de 1975 à 1988. L’équipe masculine de gymnastique remporte son premier titre national FSCF en 1972 pour le centenaire de la création de la commune puis, pour faire face à une demande nouvelle, Gilles Ferrand et Hélène Kinkineoum créent la section de volley-ball en 1978. À partir des années 1990, les sections de loisirs se développent : gymnastique détente, éveil de l'enfant, section animation.

### LeXXIesiècle
Alors que le volley-ball et la gymnastique féminine progressent notablement en ce début du XXIe siècle, la gymnastique masculine accumule des titres régionaux en Fédération française de gymnastique (FFG) et de champion fédéral FSCF en 2006, 2007, 2010 et 2013. Affilié à la FSCF, à la Fédération française de volley-ball (FFVB) et à la FFG, avec 360 membres dans une commune de 6 500 habitants, l’Étendard célèbre son centenaire tout au long de l'année 2013. À cette occasion un appel est lancé à toutes les personnes qui sont passées par l'Étendard pour rejoindre l'Amicale des anciens créée en 2012.

## Les dirigeants

### Les présidents
| # | Nom                       | Période     |
| - | ------------------------- | ----------- |
| 1 | Pierre Meunier            | 1913-1920   |
| 2 | Auguste Patriat           | 1920-1939   |
| 3 | Marius Voron              | 1939-1945   |
| 4 | Fernand Grouzoulon        | 1945-1958   |
| 5 | Albert Guerrier           | 1958-1975   |
| 6 | Henri Favre               | 1975-1989   |
| 7 | Daniel Mathevet           | 1989-1995   |
| 8 | Jean-François Charbonnier | 1995-2013   |
| 9 | Bernard Carrot            | depuis 2013 |

### Les directeurs
| # | Nom                    | Période   |
| - | ---------------------- | --------- |
| 1 | abbé Pettex, fondateur | 1913      |
| 2 | abbé Berchoux          | 1913-     |
| 3 | abbé Poupoy            | 1950-1955 |
| 4 | abbé Chabrol           | 1955-1956 |
| 5 | abbé Fond              | 1956-1961 |
| 6 | abbé Linossier         | 1961-     |
| 7 | abbé Dancey            | -1968     |

L'abbé Dancey, curé la paroisse, est le dernier directeur de l’Étendard.